# Chariot de Drzymała

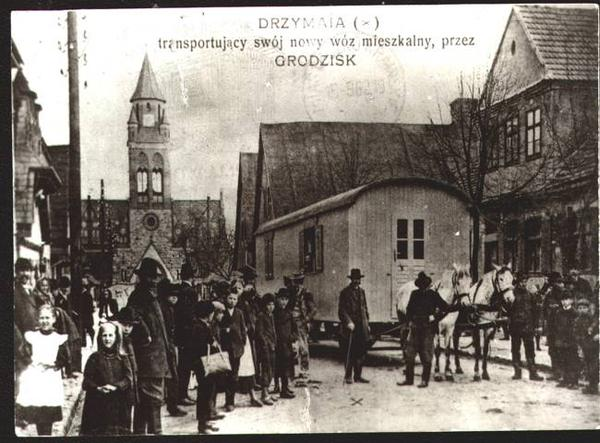
Le chariot de Michał Drzymała à Grodzisk Wielkopolski en 1908.

Le chariot de Drzymała (en polonais : wóz Drzymały) était une maison sur roues construite par le paysan Michał Drzymała (1857-1937) pour protester contre la politique de germanisation menée par l'Allemagne impériale sur les territoires polonais. Drzymała a non seulement su contourner les règles d'urbanisme allemandes en déménageant sa « maison » tous les jours ; mais il est également devenu un héros populaire polonais à l'époque où ce pays n'existait plus.
En 1886, par une résolution du Landtag prussien, une commission de colonisation fut créée pour encourager la colonisation allemande dans la province de Posnanie et en Prusse occidentale. Cette commission était habilitée à acheter des biens vacants de la szlachta polonaise et à les vendre à des candidats allemands agréés. Le gouvernement prussien considérait cela comme une mesure destinée à contrecarrer la « fuite de l'Est » allemande (Ostflucht) et à réduire la proportion de Polonais dans ses provinces orientales. Aux yeux des Polonais, la création de la commission était une mesure agressive destinée à chasser les Polonais de leurs terres.
Même si la campagne contre la propriété foncière polonaise a largement manqué ses objectifs, elle a suscité une forte opposition, ainsi que l'apparition de son propre héros, Michał Drzymała. En 1904, il acheta un terrain à Pogradowitz dans le district de Posen à Bomst, mais découvrit que la nouvelle loi prussienne dite Feuerstättengesetz (« loi sur les fourneaux ») permettait aux autorités locales de lui refuser, en tant que Polonais, l'autorisation de construire une habitation permanente avec un four sur son terrain. La loi considèrait comme une « maison » tout lieu de séjour demeurant au même endroit pendant plus de 24 heures. Pour contourner la règle, Drzymała s'installe dans une ancienne caravane de cirque et défie tenacement pendant plusieurs années toutes les tentatives visant à son expulsion. Chaque jour, Drzymała déplaçait le chariot sur une courte distance, exploitant ainsi le vide juridique et évitant les sanctions légales, jusqu'à ce qu'enfin en 1909 il puisse acheter une ferme existante à proximité.
L'affaire a été publiscisée dans toute l'Allemagne. Les mesures allemandes du Kulturkampf et la Commission de colonisation ont finalement réussi à stimuler bien plus le sentiment national polonais, alors qu'elles avaient pourtant été conçues pour le réprimer.